# Lythrum
Lythrum (L., 1753) è un genere di piante appartenenti alla famiglia delle Lythraceae, diffuso nelle zone temperate di Eurasia, Africa e America.
La specie più comune e maggiormente conosciuta di questo genere è la Salicaria o Salcerella o Riparella (Lythrum salicaria L.)

## Descrizione
Piante erbacee rizomatose con fusti ramificati e foglie semplici oblunghe ed ellittiche a margine intero. 
I fiori sono ermafroditi con calice e corolla generalmente composti di 6 pezzi. La corolla è dialipetala e i petali sono di color rosato.
Gli stami variano da 4 a 12. I fiori sono raggruppati in belle infiorescenze a spiga che raggiungono la piena fioritura in estate. 
Il frutto è una capsula.

## Tassonomia
Questo taxon è stato descritto per la prima volta da Linneo nel 1753, all'interno della sua opera Species Plantarum, con sole 7 specie al suo interno. 

### Specie
All'interno del genere Lythrum sono incluse 39 specie:
- Lythrum acutangulum Lag.
- Lythrum alatum Pursh
- Lythrum album Kunth
- Lythrum americanum Mill.
- Lythrum anatolicum Leblebici & Seçmen
- Lythrum baeticum Gonz.Albo
- Lythrum borysthenicum (M.Bieb. ex Schrank) Litv.
- Lythrum breviflorum S.Watson
- Lythrum bryantii Brandegee
- Lythrum californicum Torr. & A.Gray
- Lythrum curtissii Fernald
- Lythrum flagellare Shuttlew. ex Chapm.
- Lythrum flexuosum Lag.
- Lythrum gracile Benth.
- Lythrum hyssopifolia L.
- Lythrum intermedium Fisch. ex Colla
- Lythrum junceum Banks & Sol.
- Lythrum komarovii Murav.
- Lythrum lineare L.
- Lythrum linearifolium Small
- Lythrum linifolium Kar. & Kir.
- Lythrum lydiae Sytin
- Lythrum maritimum Kunth
- Lythrum nanum Kar. & Kir.
- Lythrum ovalifolium (A.Gray) Shuttlew. ex Koehne
- Lythrum paradoxum Koehne
- Lythrum portula (L.) D.A.Webb
- Lythrum rotundifolium Hochst. ex A.Rich.
- Lythrum salicaria L.
- Lythrum schelkovnikovii Sosn.
- Lythrum silenoides Boiss. & Noë
- Lythrum theodori Sosn.
- Lythrum thesioides M.Bieb.
- Lythrum thymifolia L.
- Lythrum tribracteatum Salzm. ex Spreng.
- Lythrum virgatum L.
- Lythrum volgense D.A.Webb
- Lythrum vulneraria Aiton ex Schrank
- Lythrum wilsonii Hewson